# Bacha bazi
Bacha bazi (auch Baccha baazi, Bacha baazi oder Batscha basi, persisch بچه بازی battsche bazi, DMG baččeh bāzī; usbekisch bachabozlik); aus bacha, „Kind; Junge, Knabe“ und bazi, „Spiel“, also „Knabenspiel“, eigentlich „Spiel mit Kind“; Bacha baz, „[Erwachsener,] der mit Knaben spielt“, andere Umschriften bacabozi, baacha bazee, auch bacha birish („bartloser Junge“) genannt, ist eine bis Anfang des 20. Jahrhunderts in Zentralasien verbreitete und heute noch in einigen Regionen Afghanistans praktizierte Form der Kinderprostitution mit vielfältigen Ausprägungen. Während der ersten Herrschaft der Taliban von 1996 bis 2001 wurde Bacha bazi streng bestraft und verschwand aus der Öffentlichkeit. Beim namensgebenden „Knabenspiel“ tanzt und singt ein Junge (Bacha) in Frauenkleidern vor einer Gruppe von Männern. Der Junge zeigt sich den Männern mit Zärtlichkeiten gefällig, in vielen Fällen kommt es zu sexuellen Handlungen. Bachas, die etwa zwischen zwölf und 16 Jahre alt sind, müssen meist verheirateten Männern dienen und sie sexuell befriedigen. Sie wohnen überwiegend bei ihrer eigenen Familie und zeigen sich möglichst oft in der Umgebung eines Mannes von gehobener sozialer Stellung, von dem sie Geschenke und Geld erhalten. Für die Männer stellt ihr Bacha ein Statussymbol dar; für die meist aus armen Familien stammenden Jungen bedeutet die Beziehung zu einem Mann in erster Linie die einzige Einkommensquelle.
Daneben gibt es Jungen, die ihren Eltern abgekauft werden und die in einem sklavereiähnlichen Verhältnis bei einem Zuhälter leben. Bachas in diesem kriminellen Milieu werden zur gewerbsmäßigen Kinderprostitution an bestimmten Orten angehalten.
Päderastie ist in Afghanistan verboten; der mehr oder weniger heimliche Umgang mit den Bachas im Pubertätsalter erscheint jedoch nach den überkommenen Moralvorstellungen der Stammestradition für manche Männer als tolerabel und als Teil der gesellschaftlichen Norm, im Unterschied zu den verpönten sexuellen Handlungen unter gleichgeschlechtlichen Erwachsenen, über die nicht öffentlich gesprochen wird.
Halekon und Ashna („Geliebte/r“, Hindi aashna) sind andere alte Bezeichnungen für sexuell verfügbare „Lustknaben“ in der paschtunischen Gesellschaft. Die Schönheit der häufig mit Kohl geschminkten Halekon wird in Gedichten gepriesen. Das historische Chorasan in Zentralasien einschließlich Afghanistan galt seit der Zeit der Abbasiden (ab Mitte des 8. Jahrhunderts) in der islamischen Tradition als Herkunftsregion der Päderastie.

## Kultureller Hintergrund

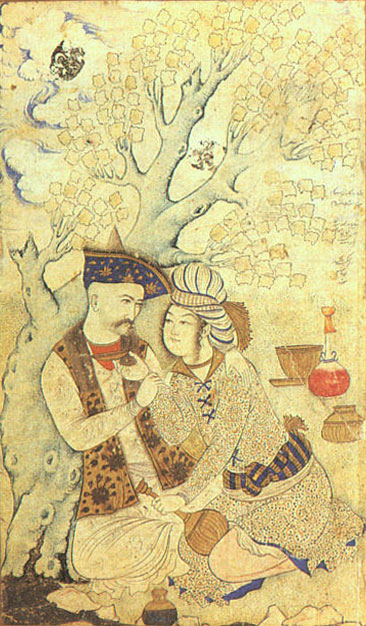
Schah Abbas von Persien (reg. 1587–1629) mit einem Knaben, der ihm ein Weingefäß reicht. Miniatur von Muhammad Qasim, 1627. Europäische Reisende berichteten über die Vorlieben des safawidischen Herrschers für Wein, Feste und jugendliche Diener.

Eine konkrete Herkunft des früher in Zentralasien und heute noch in Afghanistan existierenden Phänomens hat sich bislang nicht nachweisen lassen. Es gibt jedoch Parallelen zu drei Kulturbereichen, mit denen Zentralasien historisch in Beziehung stand: die arabisch-persische Kultur in der Zeit des islamischen Hochmittelalters, die antike griechische Kultur, die sich mit dem Hellenismus ab dem Ende des 4. Jahrhunderts v. Chr. ausbreitete, und China, zu dem seit früher Zeit Handelskontakte bestehen.

### Islamisch-persische Kultur
Beziehungen zu „Lustknaben“ haben eine lange Geschichte bei Herrschern und Dichtern des arabischen Mittelalters. Spätestens seit dem 8. Jahrhundert ist Päderastie in den höheren Schichten der muslimischen Bevölkerung im Orient ein Teil der gesellschaftlichen Moral und des Alltagslebens. Aus der Abbasiden-Hauptstadt Bagdad gibt es zeitgenössische Berichte über das effeminierte Aussehen dieser Knaben (arabisch ʿilq, „Buhlknabe“), das sich in Kleidung und Manieren äußerte. Effeminierte Männer (arabisch muḫannaṯūn) oder Transvestiten gab es bereits zur vorislamischen Zeit in den arabischen Ländern. In frühislamischer Zeit waren sie in Mekka und Medina als Sänger von Liebesliedern und Instrumentalisten wesentlich an der Entwicklung der arabischen Musik beteiligt, obwohl sie einen ungesicherten sozialen Status innehatten, der dem von Sklavenmädchen entsprach. Darüber berichtet der Historiker Abū l-Faradsch al-Isfahānī (897–967) in seinem Werk Kitāb al-Aġānī („Buch der Lieder“). Die soziale Stellung der effeminierten Musiker und ihre Verbindung mit Alkoholgenuss und sexueller Freizügigkeit könnten zur grundsätzlichen Verurteilung der Musik durch konservative muslimische Kreise geführt haben. Von zwei namentlich bekannten Effeminierten aus vorabbasidischer Zeit gibt es zweifelsfreie Hinweise auf homosexuelle Aktivitäten.
Mittelalterliche muslimische Dichter besangen nicht nur die Schönheit der Jünglinge, Knabenliebe gehörte auch bei manchen Dichtern zur ausschweifenden Lebensweise. Ein Dichter in der Abbasidenzeit brüstete sich gar, wie er einige Jungen in der großen Moschee von Basra verführt habe. Allgemein galten „bartlose“ Heranwachsende (arabisch amrad, Plural murd) oder Knaben für erwachsene Männer als sexuell attraktiv und diese pflegten solche Beziehungen neben ihrer Ehe. Der Mann spielte stets die dominierende Rolle, während die Jungen in die als unehrenhaft angesehene passive Rolle der Frau gedrängt waren. Obwohl nach den Gesetzen der Scharia Knabenliebe untersagt ist, scheint diese insoweit gesellschaftlich akzeptiert gewesen zu sein, dass Männer untereinander in manchen Fällen eher darüber als über ihre Frauen sprachen.
Der Begründer des indischen Mogulreichs, Babur (1483–1530), berichtet in seiner 1499/1500 verfassten Autobiographie Baburnama von seiner Liebe zu einem Jungen, den er Baburi („zu Babur gehörend“) nannte. Babur dichtete einige Verse für den Jungen und verlangte noch nach ihm, als er bereits mehrere Frauen geheiratet und Nachkommen gezeugt hatte. Lustknaben gehörten auch zu anderen Mogulherrschern und deren Umfeld. In spätmogulischer Zeit wurde Knabenliebe in Ghaselen (etwa „Worte an den Geliebten“) gepriesen, einer persischen Gedichtform.
Im Osmanischen Reich traten bis ins 19. Jahrhundert Tanzknaben (köçek) in Frauenkleidern vor Männergesellschaften auf. Die Aufgabe dieser als Sklaven an den Hof des Sultans gebrachten und dort erzogenen Jungen war, die Adelsgesellschaft mit Musik und Tanz zu unterhalten. Daneben tanzten sie auch in Dorfschenken. Die Köçek hielten Zimbeln (türkisch zil) oder die sonst nur von Frauen gespielte Rahmentrommel def in den Händen.

Nach der vorherrschenden, auf der Scharia basierenden Auffassung verbietet der Islam die Homosexualität als Unzucht (zinā). Dies ergibt unter anderem die gängige Interpretation von Sure 27, 55 f. („Wollt ihr euch in (eurer) Sinnenlust wirklich mit Männern abgeben, statt mit Frauen? Nein, ihr seid ein törichtes Volk.“ So sagte der Bote Lot über die Ereignisse von Sodom und Gomorra, ähnlich Sure 7, 80–84). Das in diesen Koranpassagen angesprochene Vergehen des Volkes Lot wird mehrheitlich als Sex zwischen Männern, von manchen auch als Sex mit minderjährigen Knaben interpretiert. Im Unterschied zum Alten Testament (Levitikus 20, 13), wo die Todesstrafe gefordert wird, spricht der Koran für Homosexualität keine Strafe aus. Zwar sieht eine streng konservative islamische Rechtsauffassung für Homosexualität ebenfalls die Todesstrafe vor, in der Praxis erwies sich die islamische Gesellschaft über die Jahrhunderte eher als tolerant. Über die Usbeken Nordafghanistans schreibt Ingeborg Baldauf: 

„Nach mittelasiatisch-islamischer Rechtsauffassung gibt es zur Knabenliebe keine verbindlichen Rechtsquellen, also auch keine Möglichkeit zur Bestrafung. In der Praxis waren meines Wissens auch tief religiöse Özbeken, ja sogar Angehörige der Geistlichkeit, dem Knabenspiel nicht abgeneigt.“

Unabhängig davon gehört die mystisch überhöhte, sinnliche Liebe zu Knaben zur Tradition sufischer Dichtkunst. Sufis verweisen in diesem Zusammenhang auf einen apokryphen Hadith: „Ich erblickte meinen Herrn in der Gestalt eines schönen Jünglings (mit schiefsitzender Mütze).“ Der Ausdruck „mit schiefsitzender Mütze“ diente häufig als poetische Beschreibung des Geliebten. Die Mehrheit der Muslime versucht, die auf Knaben bezogene Liebeslyrik der Sufidichter so zu lesen, als ob Frauen gemeint wären. Dies ist – abgesehen von eindeutigen Beschreibungen körperlicher Merkmale – möglich, weil im Persischen und Türkischen kein grammatisches Geschlecht vorkommt.
In der persischen und türkischen Dichtung wurde der vierzehnjährige Jüngling als das Ideal der menschlichen Schönheit gepriesen. Nach islamischer Vorstellung treten im Paradies neben den ewig schönen Jungfrauen (ḥūr) bartlose junge Männer (Pl. ghilmān) auf, die als Mundschenk fungieren. Viele Sufidichter beklagten sich darüber, welche Probleme es mit sich brachte, neben der Beschreibung der mystischen, auf Gott gerichteten Liebe zugleich ein Verlangen nach leibhaftigen „unbärtigen“ jungen Männern zu hegen. Die „Liebe für die Unbärtigen“ der Sufis wurde in manchen Beschreibungen als Gefahr gebrandmarkt und etwa von al-Hudschwiri (um 990–1071/77) zu den verbotenen Praktiken gezählt. Als Dschalal ad-Din ar-Rumi im 13. Jahrhundert die sufische Lehre einer Vereinigung der göttlichen mit der menschlichen Natur (arabisch ḥulūl, „Inkarnation“, „Einwohnung“) kritisierte, tat er dies in seinem Gedicht Mathnawi am Beispiel des Jünglings: „Wie der unbärtige Jüngling, den sie Gott nennen, um ihn mit dieser Heuchelei in schlechten Ruf zu bringen.“ (Vgl. Homosexualität in der persischen Liebesdichtung.)
Die soziale Geschlechterzuordnung orientiert sich in der traditionellen islamischen Kultur nach dem Part, den die Person beim Geschlechtsverkehr einnimmt, unabhängig vom biologischen Geschlecht. Ein Mann gilt mit vollem Bartwuchs als solcher, woraus die gesellschaftliche Verpflichtung entstand, den Bart wachsen zu lassen. Der Bart dient weniger dazu, Mann und Frau zu unterscheiden, sondern einen erwachsenen Mann von einem Jüngling (amrad, „haarlos“, „weich“). Der Bartträger kann demnach nicht mehr von anderen Männern als schöner Knabe begehrt werden. Für den rasierten erwachsenen Mann gibt es im Iran das Wort amradnuma („aussehen wie ein amrad“).
Ein Mann wird im Sozialgefüge als männlich betrachtet, wenn er die aktive, dominierende Rolle beim Verkehr mit einer Frau oder gleichermaßen mit einem „bartlosen“ Knaben einnimmt. Frau und Knabe stehen ihm als begehrenswerte Sexualobjekte auf derselben Stufe gegenüber. Es geht nicht um den Austausch zwischen gleichberechtigten Partnern. Eine Frau, ein männlicher Prostituierter und ein versklavter Knabe haben sich generell dem freien erwachsenen Mann zu unterwerfen. Es gibt theoretische Abhandlungen, einschließlich medizinischer Fachliteratur, und literarische Werke, in denen die Vorzüge von Frauen und Knaben gegenübergestellt und diskutiert werden. Die Begierde nach Knaben ist also auch nach konservativem islamischen Rechtsverständnis ein natürlicher Trieb des Mannes, woraus etwa das Verbot, Knaben zu betrachten, um nicht in Versuchung zu geraten, abgeleitet wurde. Im Unterschied hierzu gilt die passive Homosexualität (ubna) als herabwürdigend und beim erwachsenen Mann als eine Form von Krankheit. Dies bezieht sich nicht auf „bartlose“ Jungen, die nach dieser Vorstellung unbeschadet ihre passive Rolle einnehmen konnten, ohne zum krankhaften passiven Homosexuellen zu werden. Während der passive erwachsene Homosexuelle als dauerhaft krank stigmatisiert wurde, galt dies nicht für den Lustknaben, der aus seiner Rolle herauswachsen und zum aktiven Mann werden konnte. Nach einem solchen Rollenverständnis wurde die Beziehung eines erwachsenen Mannes zu einem Knaben oder einem Effeminierten nicht als Störung der gesellschaftlichen Ordnung eingeschätzt, was die frühere weite Verbreitung dieser Praktiken im islamischen Raum verständlich macht.
Anthony Shay beobachtete in den 1950er und 1970er Jahren männliche Tänzer im Iran, die öffentlich anlässlich der Neujahrsfeiertage (Nouruz) auftraten und – zu Recht – wie überall im Ruf standen, passiv sexuell verfügbar zu sein. Die Tänzer im Iran gehörten zu einem Unterhaltungsensemble (dasteh-ye motreb), dessen Musiker Violine, die Langhalslaute tar, die Kegeloboe sorna sowie die Trommeln zarb, dohol und daira spielten. Die Tänzer schlugen Fingerzimbeln oder Holzlöffel zur rhythmischen Begleitung. Neben ihnen agierten Darsteller, einer davon in einer Frauenrolle und häufig mit sexuellen Anspielungen. Die Darsteller/Musiker (motreb, abwertendes Wort) gehörten zu einer unteren Schicht und waren wenig geachtet. Im Iran wird Kindern gesagt, sie sollen sich nicht als raqas bazi („den männlichen Tänzer spielen“, raqas unterschieden von raqaseh, „Tänzerin“, arabisch raqṣ, „Tanz“) benehmen, sich also nicht ungebührlich verhalten.

### Antike griechische Knabenliebe
Aufgezeigte Parallelen zwischen dem Phänomen der antiken griechischen Knabenliebe und dem zentralasiatischen Knabenspiel erlangen durch den Einfluss der griechischen Kultur auf die historische Region Baktrien seit den Eroberungszügen Alexanders des Großen um 320 v. Chr. eine gewisse Plausibilität. Die baktrische Hauptstadt Balch liegt im Zentrum des heutigen nördlichen Afghanistan, wo unter den dort lebenden Usbeken das Knabenspiel besonders verbreitet ist.
Die ältere Form der antiken griechischen Knabenliebe ist als „kretischer Knabenraub“ bekannt, den erstmals Erich Bethe (1907), indem er die verfügbaren Quellen des 5. und 4. Jahrhunderts v. Chr. auswertete, als gesellschaftliche Institution deutete. Ein erwachsener Mann entführt hierbei durch Scheinraub einen Knaben mit Billigung seiner Eltern, die die Verfolgung des Mannes vor dessen Haus abbrechen. Der Mann unterweist an einem abgeschiedenen Ort „auf dem Land“ den Jungen zwei Monate lang in der Jagd- und Kriegskunst. In diese Initiationszeit fällt auch ein rituell durchgeführter homosexueller Verkehr, durch den der Erwachsene (der „Einhaucher“) dem Knaben (dem „Empfangenden“) etwas von seiner Männlichkeit weitergibt. Die zwei Monate enden mit der Opferung eines Rindes, der Übergabe einer Rüstung („Ehrenkleid“) und eines Bechers an den Knaben sowie dem Versprechen des Knaben, dass er weiterhin seinem erwachsenen Verehrer Vertrauen entgegenbringen und ihm bei Kriegseinsätzen zur Seite stehen werde. Der geschilderte Ablauf entspricht einer vorübergehenden Seklusion mit einem rituellen Lernprozess, wie er bei Initiationszeremonien mancher Völker in Afrika oder Neuguinea üblich war.
In der späteren klassischen Zeit tritt der Initiationscharakter in den Hintergrund. Das Verhältnis zwischen dem Knaben (Eromenos) und seinem erwachsenen Partner (Erastes) ist streng geregelt. Der Erwachsene darf den Knaben nicht bezahlen, muss ihm aber Geschenke übergeben. Beide besuchen zusammen Männerrunden, bei denen Musik und Verse vorgetragen werden. Im Hellenismus ist von der ursprünglichen Initiationshandlung noch eine Verfallsform geblieben, die lediglich der Unterhaltung dient. Den Verehrer interessieren vornehmlich seine Bedürfnisse und nicht mehr die Entwicklung des Knaben, während dieser nicht mehr Unterweisung sucht, sondern Geld und Macht verlangt. Das letztgenannte Stadium mit Tanz und Gesang bei gesellschaftlichen Zusammenkünften ähnelt zumindest auf einer oberflächlichen Weise dem Verhältnis der beiden Akteure in Zentralasien. Wenn auch der ursprüngliche Sinn der Initiation verlorenging, so sieht Ingeborg Baldauf dennoch in beiden Kulturen in der Beziehung zum Erwachsenen für den Knaben eine Übergangszeit in eine neue Lebensphase.

### Knabenprostitution in China
Die nur in wenigen Berichten von europäischen Reisenden erwähnte Knabenliebe in China wird der profanen Prostitution zugeordnet. Jean-Jaques Matignon, ein Angehöriger der französischen Botschaft in Peking, unterscheidet in La chine hermétique. Superstitions, crime et misère (Paris 1936) Knaben-Bordelle der Unterschicht, in die Waisenkinder oder Knaben von Bettlern hineingezwungen wurden, von einem gehobenen Milieu der Knabenprostitution. Letzterem angehörende Knaben erhielten eine kultivierte Bildung, damit sie Männergesellschaften mit gepflegter Musik unterhalten konnten. Ein Aufseher sorgte dafür, dass es in diesen Gesellschaften beim Austausch von Zärtlichkeiten mit den Männern blieb. Wollte ein Erwachsener in eine sexuelle Beziehung zu einem Knaben treten, musste er den Knaben längere Zeit hofieren und ihm teure Geschenke machen. Solche „Luxusknaben“ konnten sich ihre Verehrer aussuchen; mit manchen pflegten sie ein festes Verhältnis über eine längere Zeit, bis sie im Alter von etwa 20 Jahren zu alt für diese Tätigkeit geworden waren und häufig Schauspieler wurden oder einen anderen Beruf ergriffen. Der finanzielle Aspekt der gehobenen Knabenprostitution stellt die wesentliche Gemeinsamkeit mit Zentralasien dar. Im Unterschied zur weiten Verbreitung in Zentralasien war dieses Phänomen in China jedoch nur in einem kleinen Bevölkerungskreis bekannt.

## Bacha bazi im 19./20. Jahrhundert in Zentralasien

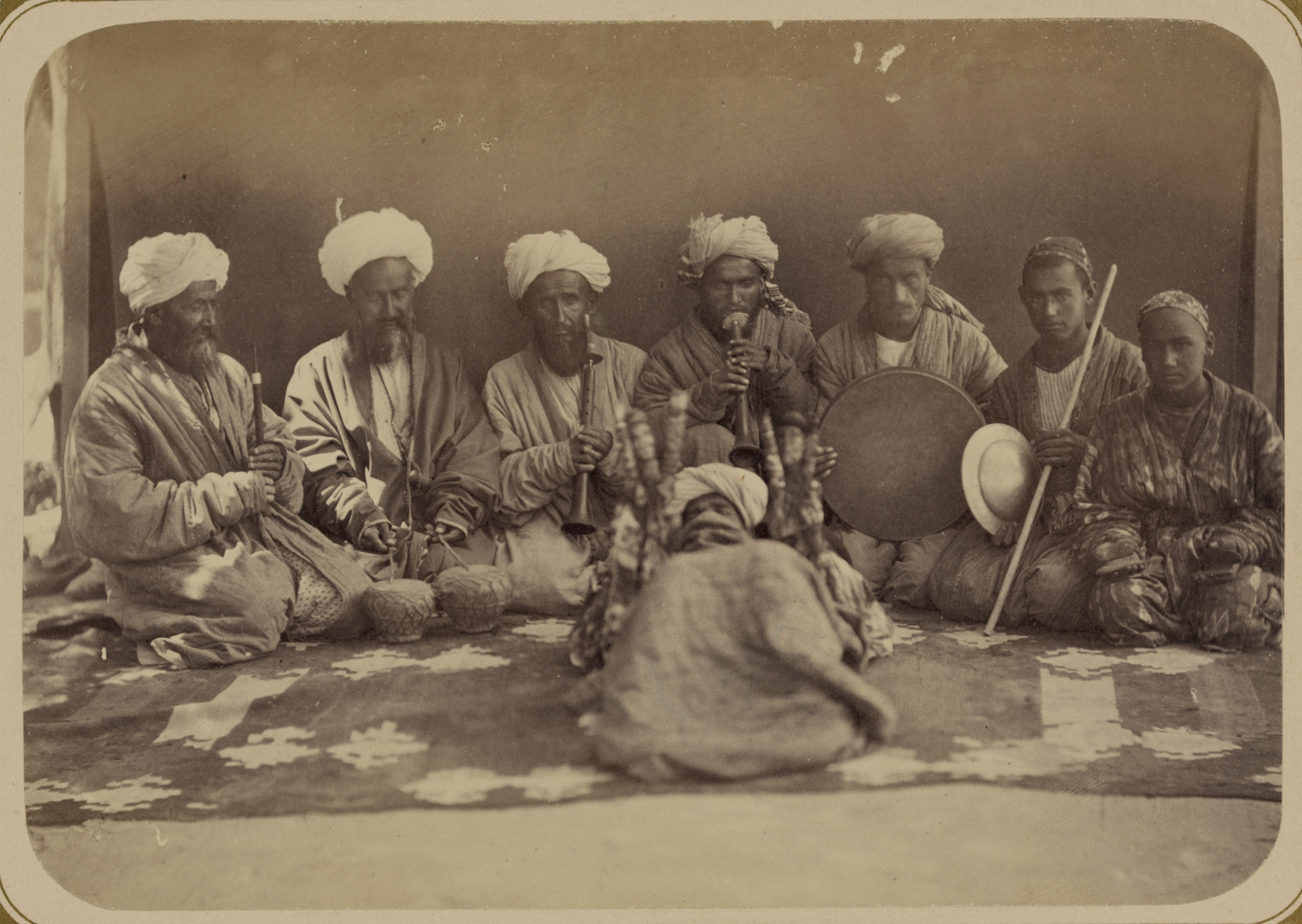
Ensemble mit Musikern im südlichen Zentralasien, 1865–1872. Fotografie von Aleksandr L. Kun, veröffentlicht 1872 in einem ethnographischen Bildband über Turkestan. Die Musiker spielen eine Zylinderoboe bülban, das Kesseltrommelpaar naghara, zwei Kegeloboen sorna, eine Rahmentrommel dāira und rechts zwei Bacha, einer mit einem Paarbecken tas und der andere mit Steinklappern qairaq.

Bazi geht auf mittelpersisch wāzīg, „Spiel“ (wāzīdan, „bewegen“, „spielen“) und dieses vermutlich auf die altpersische Wurzel waz-, „bewegen“, „fliegen“ zurück. Als Suffix kommt bazi in vielen Wörtern vor, die unterhaltsame Spiele für Kinder und Erwachsene und Schauspiele bezeichnen, etwa als buz bazi („Ziegenspiel“), ein musikalisches Marionettenspiel in Nordafghanistan. Buzanaboz („Wachtelspieler“) heißt jemand, der sich an Wettkämpfen mit Wachteln erfreut, ein qimorboz betreibt Glücksspiel. Soll der solistische Tanzstil des Jungen benannt werden, sagt man raqs-e bazi oder raqs-e chanegi, „Zimmertanz“, zur Unterscheidung vom „Tanz im öffentlichen Raum“, raqs-e maidan (etwa dem bekannten atan). Bacha als das soziale männliche Geschlecht des Kindes kommt auch – umgekehrt zu den effeminierten Knaben – im Wort bacha posh („Gekleidet als Junge“) vor. So werden Mädchen genannt, die von ihren Eltern als Jungen gekleidet werden, damit sie sich allein in der Öffentlichkeit bewegen, eine Schule besuchen oder arbeiten dürfen.
Die Praxis der Tanzknaben war neben Afghanistan auch in Pakistan und in den nördlich angrenzenden Ländern Zentralasiens verbreitet. Weil Frauen nicht öffentlich auftreten durften, waren Tanz- und Musikdarbietungen Männersache. Im 19. Jahrhundert berichtete der Forschungsreisende und Diplomat Eugene Schuyler (1840–1890) über die Bachas, die demnach in ganz Zentralasien, besonders in Buchara, Samarqand und Chudschand wegen ihres Gesangs und ihrer Tanzkunst hohe Wertschätzung genossen. Im Khanat Kokand waren öffentliche Tänze der Bachas einige Jahre vor dem Aufenthalt Schulyers 1873 verboten worden. Ein Choleraausbruch bot 1872 den Mullahs von Taschkent den Anlass, die Tanzaufführungen, die stets eine große Menschenmenge anzogen, als Verstoß gegen den Koran zu kritisieren, worauf die russische Verwaltung sie verbot. Die Bevölkerung ließ sich nicht davon abbringen, ab dem folgenden Jahr wieder Bacha-Tänze zu organisieren. In den großen Städten gehörte es zum guten Ton für jeden Mann ab einer gewissen sozialen Stellung, einen Bacha als Diener zu haben. Private Männergesellschaften ließen sich stets von einem Bacha bedienen. Öffentlich auftretende Tanzknaben waren weniger zahlreich, diese zogen im Auftrag eines Agenten umher, der sie für ihre Auftritte einkleidete und sich auch sonst um sie kümmerte. Wenn sich im Alter von etwa 20 Jahren der Bartwuchs nicht mehr verbergen ließ, war das bisher in jeder Hinsicht geregelte und fremdbestimmte Leben der Bachas beendet und sie blieben sich selbst überlassen. Viele begannen, planlos ihr Geld zu verprassen, andere betrieben ein Teehaus oder ein ähnliches Kleingewerbe. Nur wenige Bachas konnten laut Schulyer erfolgreich ein neues Leben beginnen.
Aus den 1870er und 1880er Jahren sind amtliche Notizen und ethnographische Berichte russischer Einwanderer überliefert, die meist von einer generellen Verurteilung homosexueller Aktivitäten geprägt sind. Ein Autor eines 1874 erschienenen Zeitschriftenbeitrags hebt die hohe Kriminalitätsrate hervor und zitiert eine Statistik, wonach zwischen 1869 und 1871 im Ujesd Chudschand zehn Morde und 14 Raubüberfälle bei 123 Verbrechen insgesamt dem Milieu Bacha bazi zuzuordnen waren. Der Verfasser bringt Bacha bazi in Zusammenhang mit der religiösen Praxis des Islam und der islamischen Geistlichkeit. Diese Tradition steht seiner Ansicht nach der gesellschaftlichen Befreiung entgegen, die von der russischen Kolonialherrschaft geleistet werden müsse. Ein wertneutraler Zeitungsbeitrag von 1874 über eine Bacha-bazi-Veranstaltung in der Nähe von Taschkent beschreibt, wie ein Bacha mehreren erwachsenen Verehrern die Wasserpfeife und Tee reicht. Das Servieren von Tee empfinden die Männer als Gunsterweis, während der Bacha den Tee zeitweilig einem Mann vorenthält, der sich durch diesen „Liebesentzug“ vor den übrigen Teilnehmern blamiert sieht. Der Knabe wird als ein Bacha aus Samarqand vorgestellt; die aus dieser Stadt stammenden Knaben waren offensichtlich besonders begabt und begehrt. Artikel zum Gesundheitswesen Anfang des 20. Jahrhunderts machen das gemeinsame Rauchen von Wasserpfeifen, russische Prostituierte und das Knabenspiel für die Ausbreitung der Syphilis in Zentralasien verantwortlich. Die wirtschaftliche und gesellschaftliche Rückständigkeit wird mit der Tradition, vor allem der regionalen Ausprägung des Islam und der Praxis des Knabenspiels in Verbindung gebracht.
Abdulla Qodiriy (1894–1938), der als der wohl einflussreichste usbekische Schriftsteller am Beginn des 20. Jahrhunderts gilt, verfasste neben Juvonboz („Der Knabenliebhaber“, 1915) weitere Erzählungen, in denen er die Rückständigkeit seiner Landsleute und die sozialen Missstände seiner Zeit kritisiert. In Juvonboz gibt ein junger Mann sehr viel Geld für einen Bacha aus, um sich Ansehen unter seinesgleichen zu verschaffen. Als er schließlich auch das Vermögen seines Vaters verschleudert und einige Nebenbuhler ermordet hat, verschwindet er nach Sibirien. Zu den Missständen zählte der an den russischen Reformideen orientierte Autor neben der Knabenliebe überzogen aufwendige Hochzeiten und grobe Sportarten (wie Buzkaschi).
Alim Khan (1880–1944), der letzte Herrscher des Emirats Buchara in Usbekistan, besaß Berichten zufolge zwei Harems, einen mit über 100 Frauen und einen zweiten mit schönen Tanzknaben. Der Stolz über die Jungen war so groß, dass er eigens geprägte Goldmünzen an die Eltern ausgeben ließ, die ihm ihren männlichen Nachwuchs zur Verfügung stellten. Als die sowjetischen Truppen 1920 die Hauptstadt Buchara eroberten und den Emir zur Flucht nach Afghanistan zwangen, ließ er den Harem der Frauen zurück, nahm aber zumindest einige der Knaben mit. Nach dem Ersten Weltkrieg verbannten die russischen Behörden die Tanzknaben aufgrund westlicher Moralvorstellungen in großen Städten wie Buchara aus der Öffentlichkeit.
Wenn in literarischen Texten in den 1920er Jahren das Knabenspiel überhaupt noch erwähnt wird, dann nur, um – wie von den journalistischen Beiträgen vom Ende des 19. Jahrhunderts übernommen – den Bacha baz zusammen mit dem traditionellen islamischen Geistlichen als den Behinderer des Fortschritts gegenüber den staatlichen Entwicklungsmaßnahmen vorzuführen. Die Kritik gipfelt Ende der 1920er Jahre darin, dass der Bacha baz in einer Person als Feudalherr und islamischer Geistlicher dargestellt wird, der das sowjetische Rechtssystem und die Frauenemanzipation untergräbt. Ab 1930 ist das Thema aus der Berichterstattung und aus der Literatur völlig verschwunden.

## Bacha bazi in Afghanistan

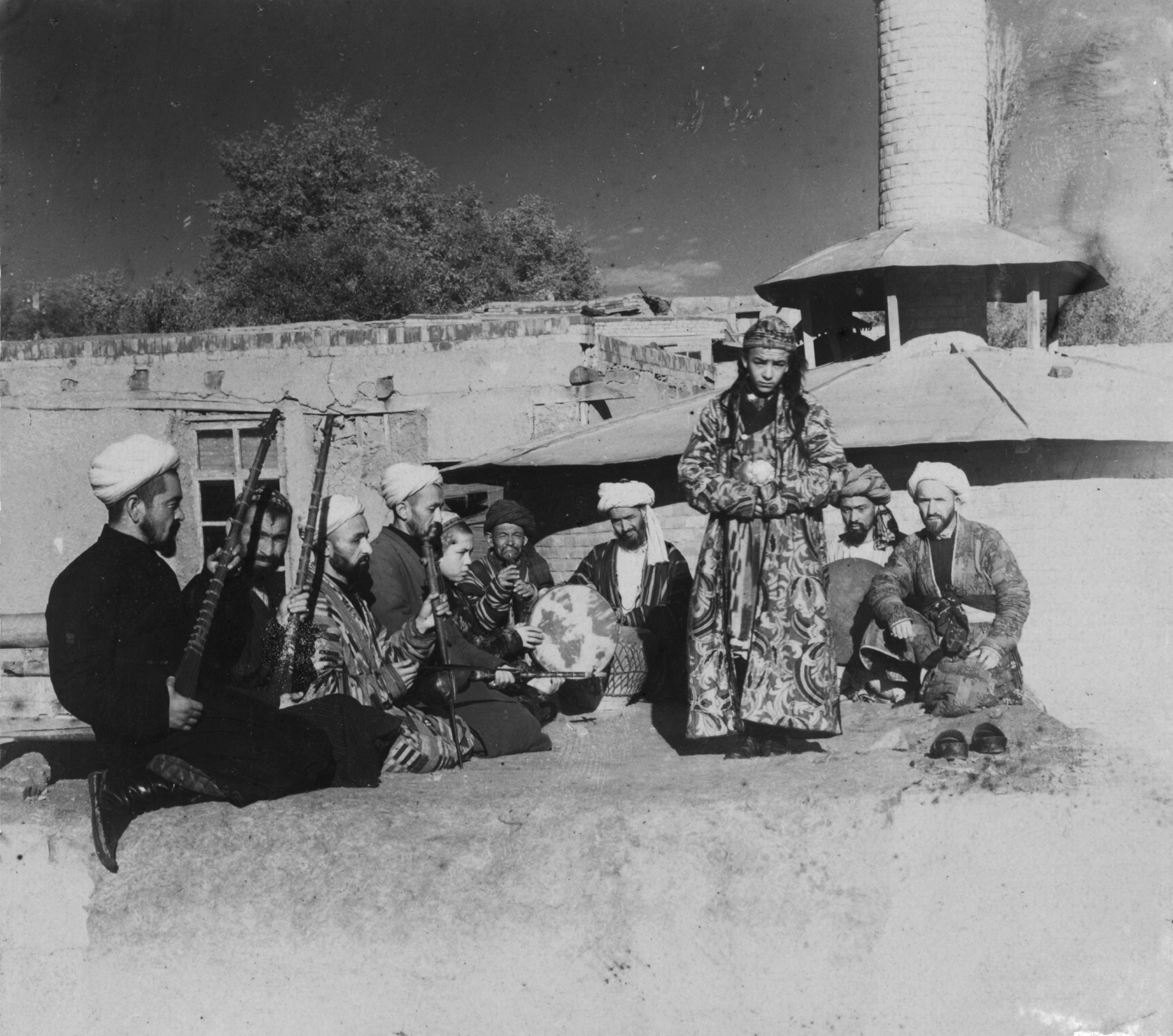
Ensemble mit zwei Langhalslauten dotar, einer Stachelfiedel ghichak, einer Kegeloboe surna, einer Rahmentrommel mit Schellenkranz (daf oder dāira), einer großen Kesseltrommel, einer weiteren Rahmentrommel ohne Schellenkranz und Klappern oder Zimbeln. Davor tanzt ein Junge in Frauenkleidern. Samarqand, um 1905 bis 1915. Fotografie von Sergei Prokudin-Gorski (1863–1944)

### Soziale Rolle
Die im Alltag einzuhaltenden Regeln zum gesellschaftlichen Zusammenleben, das Rollenverständnis der Männer und Frauen, wird vom paschtunischen Gewohnheitsrecht Paschtunwali bestimmt, das mehr oder weniger strikt auch von den anderen Ethnien in Afghanistan befolgt wird. Was Männer tun, muss dem Konzept von izzat (paschtunisch „Ehre“, „Würde“, ebenso in Urdu und Hindi in Pakistan und Nordindien) entsprechen. Dass Frauen nicht in Männergesellschaften vorkommen, liegt an der Familienehre namus, die eine Segregation der Frauen verlangt.
Die Tradition der Tanzjungen verschwand teilweise unter dem Einfluss der Kolonialmächte nach dem Zweiten Weltkrieg. Der Musikethnologe John Baily untersuchte zwischen 1973 und 1977 die Musikszene von Herat im Westen Afghanistans und beschrieb dort Bachas, die bei privaten Feiern auftraten. Mark Slobin stieß auf Knabentänze, als er zwischen 1967 und 1972 die Musik der Usbeken in Nordafghanistan untersuchte. Ingeborg Baldauf fand während zweier Forschungsaufenthalte in den Jahren 1975 bis 1978 Bachas in der usbekischen Bevölkerung Afghanistans und veröffentlichte darüber 1988 eine Studie.
Bachas sollten zwölf bis 16 Jahre alt sein, dieses Alter gilt als hadd (so wird ansonsten die Vollreife von Obst oder Ähnlichem bezeichnet). Knaben vor der Pubertät als Bachas einzusetzen, wird als eine Sünde (guna) betrachtet; über 18-jährige Knaben mit Bartwuchs erscheinen hässlich. Der Verkehr von Männern mit Bachas wird streng von Homosexualität unter erwachsenen Männern unterschieden, die als ebensolcher Fehltritt verurteilt wird wie außerehelicher heterosexueller Verkehr.
In vielen Fällen empfiehlt der Vater seinen Sohn als Tanzknaben in der Männergesellschaft, in der er häufig selbst verkehrt, oder der Vater gibt einem erwachsenen Verehrer die Zustimmung, der um seinen Sohn wirbt. Der Vater fungiert somit als Zuhälter, dem es um die Einkommensquelle geht, und sichert den äußeren Rahmen für die Tätigkeit seines Sohnes, damit dieser nicht in Eifersuchtsstreitereien zwischen Männern verstrickt wird. Der Bacha wohnt normalerweise weiter bei seinen Eltern und geht von dort zu den Männertreffen (madschlis). Eine in den 1970er Jahren beobachtete, weitere – unfreiwillige – Möglichkeit, wie der Knabe in das Milieu des Bacha bazi geraten kann, hängt mit der Verschuldung landloser Bauern zusammen, wie sie in der afghanischen Feudalgesellschaft vorkam. Manche Familien waren so verarmt, dass sie ihren Jungen bei einem Gläubiger verpfänden mussten. Falls der Gläubiger selbst ein Bacha baz war, nahm er den Jungen für sich als Bacha, ansonsten vermittelte er ihn an einen Zuhälter, der ihn weitab von seiner Familie unter schlechten Wohn- und Lebensbedingungen ausbeutete. Derartige unmenschliche Geschäftspraktiken einer Knabenprostitution wurden von der afghanischen Gesellschaft moralisch verurteilt und stellten vermutlich innerhalb des gesamten Phänomens nur einen kleinen Randbereich dar.
Die Aufgabe des Bacha ist es nach Ingeborg Baldauf, den Liebhaber so oft wie möglich zu seinen geselligen Männerrunden zu begleiten, wo er tanzen, singen und den Liebhaber bedienen soll: „An körperlichen Gunsterweisen erwartet der bačaboz auf jeden Fall Küsschen und kleine Zärtlichkeiten. Die passive Teilnahme [...] an anal-genitalem oder intercruralem Verkehr dürfte dagegen nur ausnahmsweise gefordert werden und scheint den Endpunkt einer Beziehung darzustellen, über den hinaus das Verhältnis zwischen bača und bačaboz nicht weiter aufrechterhalten wird.“ Das Phänomen war demnach in den 1970er Jahren quer durch alle Bevölkerungsschichten bei etwa einem Drittel der männlichen Bevölkerung nachweisbar, „unterliegt aber einem gewissen Sprachtabu“.

„Das Knabenspiel soll neben den sexuellen, aus finanziellen resultierenden, Defizienzen auch Defizienzen psychischer Art ausgleichen. Der bačaboz sucht und findet im Umgang mit Knaben einen Ersatz für personale Bindungen, die ihm das Ehe- und Familienleben nicht bieten kann.“

Außerdem bietet das Knabenspiel „dem bačaboz Gelegenheit, große Summen Geldes zu verschleudern und dadurch innerhalb seiner peer-group an Prestige zu gewinnen.“ Dabei wechseln unverheiratete Liebhaber, die „vor allem sexuelle Defizienzen auszugleichen haben“, ihre Knaben häufiger als ältere verheiratete Männer, die „mehrheitlich ein Dauerverhältnis [anstreben], in dem die emotionale Komponente eine der sexuellen deutlich übergeordnete spielt“.
Manche Bachas werden als Erwachsene mit einer nicht mehr jungfräulichen Frau verheiratet, gelegentlich werden sie überdies mit einem kleinen Haus abgefunden. Ein Bacha erzählte, er werde demnächst mit einer Tochter seines Liebhabers verheiratet werden. Die meisten sind im Erwachsenenalter auf sich allein gestellt. Bei besonderer Begabung ist nach der Zeit als Tanzknabe und Lustknabe der Eintritt in ein Berufsleben als Sänger oder Musiker möglich.

### Form der Tanzaufführung

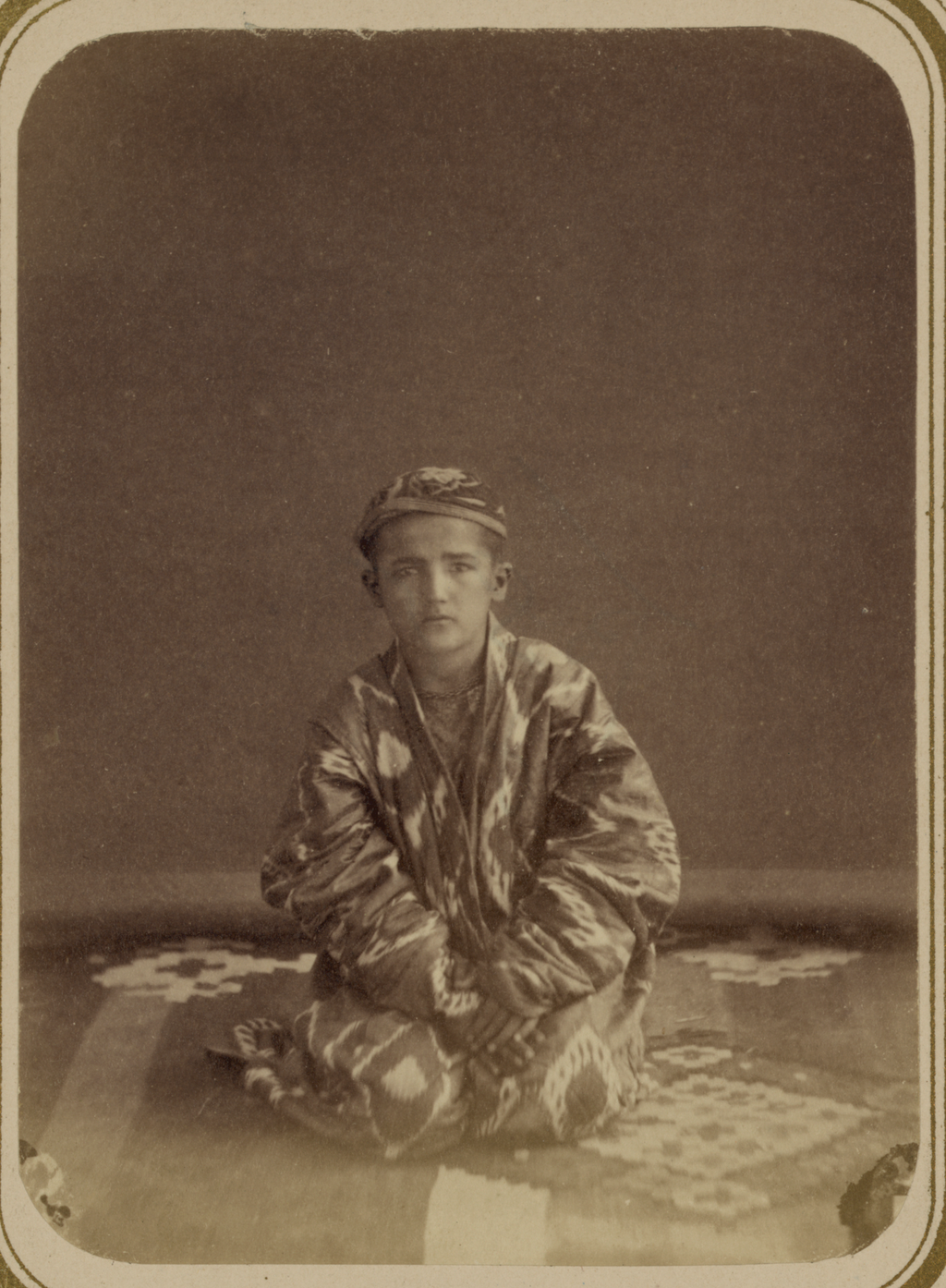
Ein Bacha. Fotografie von Alexandr L. Kun, 1865–1872. Veröffentlicht 1872 in einem ethnographischen Bildband über Turkestan.

Die Tanzknaben treten in Afghanistan in Frauenkleidern auf, die sie möglichst feminin aussehen lassen sollen. An ihrer Frauenkleidung hat sich seit Jahrhunderten nichts geändert. Alfred von Kremer gab im 19. Jahrhundert eine Beschreibung von Tanzknaben nach Erlebnissen seiner Reisen im Nahen Osten: „Solche Knaben zeichneten sich durch ihre äussere Erscheinung aus, sie affectirten weibische Maniren, trugen gelbe, buntblumige Kleider (mowarradah).“ Er verglich seine Beobachtung mit den Versen des unter den Abbasiden lebenden Dichters Abu Nuwas (757–815), der aus Bagdad Entsprechendes über die Knabenliebe zur damaligen Zeit überlieferte. Die Frauenkleidung entspricht tatsächlich weitgehend der Kleidung von Mädchen und besteht aus einer weitgeschnittenen Pumphose, darüber einem bunt gemusterten, langärmligen Kleid, das bis zu den Waden reicht und auf dem Kopf einer bestickten Kappe. Ein breiter Gürtel tailliert den Rock. Die Knaben sind wie Mädchen geschminkt und mit Schmuck behängt.
Die langsamen Tänze der Mädchen und Frauen mit kleinen Schrittfolgen unterscheiden sich von den ausgreifenden, stampfenden Bewegungen der Tanzknaben, die sich mit seitwärts ausgestreckten Armen im Kreis drehen. Frauentänze werden rhythmisch lediglich von einer Rahmentrommel (daira) begleitet, die Knabentänze in Nordafghanistan von der zweisaitigen bundlosen Langhalslaute dambura (dumbira, mit der dombra verwandt) und von kleinen Paarbecken (tal, persisch zang, usbekisch tüsak). Im Herat der 1970er Jahre spielten kleine Ensembles Melodien auf der Langhalslaute dutār oder der Laute rubāb und den Rhythmus mit der Bechertrommel zerbaghali oder dem indischen Kesseltrommelpaar tabla. Das Repertoire der Tanzmelodien heißt naghmehā-ye bāzi (naghmeh, „Lied“). Gesungene Lieder wechseln sich mit Instrumentalstücken ab. Trotz der Frauenkleidung ist an den Tanzbewegungen unschwer zu erkennen, dass es sich bei den Knaben um männliche Tänzer handelt. Die Knaben müssen nicht für die Betrachter einen Ersatz für nicht verfügbare Frauen darstellen.
Mark Slobin erkannte Unterschiede zwischen den Tanzknaben-Aufführungen der Usbeken und der Paschtunen in Nordafghanistan. Nach seinen Beobachtungen stammten die paschtunischen Tanzknaben und die Begleitensembles in den 1960er Jahren aus der Region um Kabul. Die Musiker traten für eine fest vereinbarte Gage auf. Gespielt wurde hauptsächlich ein in der südlich gelegenen Provinz Lugar üblicher Musikstil und die Tänzer imitierten Bewegungen aus indischen Filmen. Die Paschtunen traten öffentlich in der Stadtmitte auf und verlangten ein fixes Eintrittsgeld. Die Verehrer steckten den Tanzknaben darüber hinaus Geld zu und verabredeten sich mit ihnen zu privaten Treffen. Diese Veranstaltungen blieben von der Polizei stets unbehelligt. Bei den Usbeken tanzten die Bachas dagegen ohne Eintrittsgebühr bei privaten Veranstaltungen, gegen welche die Polizei häufig vorging. Die paschtunischen Aufführungen galten als moralisch weniger fragwürdig oder es gab andere Gründe für die unterschiedliche Behandlung. Die von der dambura begleiteten usbekischen Lieder gehörten zu einem eigenen usbekischen Musikstil innerhalb der gemeinsamen nordafghanischen Musikkultur.
Zwei Liedformen, die sich inhaltlich und auf der sprachlichen Ebene unterscheiden, kommen bei den Tanzaufführungen vor: das populäre quschiq (qušiq), das den Tanz der Knaben in einfacher Sprache untermalt, und das gehobene mullosozi mit wehmütigen Texten, wie sie aus der persisch-türkischen Liebeslyrik bekannt sind. Die Knaben singen quschiq-Strophen mit vier Zeilen und sieben Silben in jeder Zeile. Das Reimschema ist meist [aaba]. Dieses Reimschema gehört zur melancholischen Liedgattung falak („Himmel“, im übertragenen Sinn „Schicksal“), die in Nordafghanistan und in der tadschikischen Musik verbreitet ist. Die Aussage der Strophe ist in den letzten beiden Zeilen enthalten, die Zeilen eins und zwei tragen nichts zum Inhalt bei, sondern vervollständigen nur das Reimschema. Die gelegentlich derben Texte, welche die Knaben nur singen, wenn sie unter sich sind, erwecken den Eindruck, dass sie ihre Männlichkeit betonen möchten, auch wenn sie in Frauenkleidern stecken. Dem Bacha baz gegenüber vorgetragene Strophen enthalten häufig wenig dezente Beschwerden, er sei zu geizig und möge seinen Knaben reicher beschenken. Der Bacha baz kann wiederum in klarer Sprache in quschiq-Strophen um Zärtlichkeiten bitten. Die mullosozi-Strophen werden nur in den Tanzpausen vorgetragen, wenn die Bachas nicht anwesend sind. Die im quschig zornig vorgetragenen Gefühle weichen auf der hohen Sprachebene des mullosozi dem Ausdruck wehmütiger Resignation, der auf die Thematik von „Liebesleid und Liebestod“ der klassischen Dichtung verweist. Mullosozi ist eine zwei-, selten vierzeilige Strophe mit je 15 Silben mit dem Reimschema [aa(bb)].
Der Wortschatz der Lieder besteht aus einer ungewöhnlichen Kombination aus Alltagssprache und gehobener Literatursprache. Für die Knaben, für ihre Tätigkeit und für ihre Verehrer existieren zahlreiche Umschreibungen, die sich drei Hauptfeldern zuordnen lassen: Sie stammen aus dem religiösen Bereich, beschreiben den Bacha als Frau (der Bacha „heiratet“ seinen Verehrer) oder bezeichnen ihn als Henker (ghallot). Die zahlenmäßig kleinen Bezeichnungen aus dem religiösen Bereich verweisen auf den spätmittelalterlichen Sufismus, etwa wenn eine Selbstbezeichnung des Bacha baz qalandar lautet. So hieß ein Derwischorden, dessen Mitglieder reichlich Wein genossen, von Knaben umgeben waren und sich mit Spielen beschäftigten. Ein Beiname des Bacha lautet dūst, was für den Sufimystiker Allah bedeutet. Zur „Henker“-Metapher gehört, dem Knaben „Henkeraugen“ (ghallot kūzi) zu attestieren. Der Bacha baz ruft bei den Veranstaltungen sinngemäß aus, dass er durch die Hand des Knaben sterben möchte („schlachte mich!“ oder „vergieße mein Blut!“). Dies stellt eine Weiterführung der in den mullosozi-Strophen enthaltenen Liebestod-Assoziationen dar.

### Einschätzung der Beteiligten
Das Phänomen Knabenspiel ist in Afghanistan überwiegend in den usbekischen Siedlungsgebieten in den Nordprovinzen verbreitet. Seit den 1920er Jahren sind die Veranstaltungen bei Strafe verboten. Das damalige Verbot durch König Amanullah Khan folgte denselben, gegen die Traditionen gerichteten Reformideen wie im russisch beherrschten Zentralasien. Es wurde weder von der Allgemeinbevölkerung, noch von den Grundbesitzern oder Staatsbediensteten in irgendeiner Weise beachtet.
Der Verehrer redet seinen Knaben mit uka („jüngerer Bruder“) und dieser seinen Verehrer mit aka („älterer Bruder“) an, wie es nur in einer festen Zweierbeziehung üblich ist. Die von Ingeborg Baldauf Ende der 1970er Jahre befragten Bachas erklärten mehrheitlich, ihre Tätigkeit als Tänzer sei für sie etwas Normales. Was von ihnen verlangt wird, tun die Bachas mehr oder weniger emotionslos, widerwillig und nur des Geldes wegen. Für die Bachas spielt Zuneigung zu ihrem Verehrer keine oder nur eine geringe Rolle, es macht ihnen nach ihrer Aussage aber nichts aus, in Frauenkleidern aufzutreten und Männern Küsschen zu geben. Insgesamt halten die Bachas ihr Verhältnis zu einem Mann für eine Übergangsphase vor dem eigenen Erwachsensein. Die Normalität wird auch von den indirekt beteiligten Frauen so gesehen, die zwar über die Lieder, die ihre Söhne singen, offen reden, aber nicht die positiven Aspekte, also das beträchtliche Einkommen, das die Knaben durch Singen und Tanzen erzielen, und schon gar nicht den sexuellen Aspekt erwähnen. In den in großer Zahl vorhandenen Frauenliedern kommt das Thema Knabenspiel praktisch nicht vor, was auf eine emotionale Gleichgültigkeit der Frauen gegenüber diesem Phänomen verweist.
Die erwachsenen Männer begreifen das Knabenspiel nicht als moralisch verwerflich, solange bestimmte Regeln beachtet werden. Zu diesen Regeln gehören die Beachtung des Mindestalters und eine onkelhafte Fürsorge für den Knaben, der mit Geld und Geschenken entlohnt wird. Außerdem soll dem Knaben der Schulbesuch, die Unterweisung durch einen Mullah oder am besten beides ermöglicht werden. Neben der vergnüglichen Unterhaltung (tamoscho) steht für die Bacha baz im Vordergrund, dass sie sich mit einem schönen Bacha unter Gleichgesinnten mehr Ansehen erwerben können als bei anderen, finanziell ähnlich aufwendigen Hobbys, etwa dem Besitz einer Wettkampfwachtel oder eines für das Reiterspiel Buzkaschi gezüchteten Pferdes. Sexuelle Defizite werden eher im Milieu der Zuhälter kompensiert. Personen, die dem Knabenspiel gänzlich fern stehen, und besonders gebildete Afghanen, die sich europäische Wertmaßstäbe angeeignet haben, äußern sich reserviert, ablehnend oder negieren das Phänomen.

### Heutige Verbreitung
Unter der Herrschaft der Taliban von 1996 bis 2001 war die zuvor relativ offen gezeigte Homosexualität in Afghanistan strikt verboten und Anklagen wegen Sodomie endeten in der Regel mit der Verhängung der Todesstrafe. Eine der unmenschlichen Bestrafungsmethoden nach Art einer Steinigung erlitten im Februar 1998 in Kandahar drei Männer. Sie wurden an eine hohe Ziegelmauer gestellt, die ein Panzer zum Einsturz brachte. Ein Mann überlebte. Die Praxis der Tanzknaben war in dieser Zeit aus der Öffentlichkeit verschwunden und fand höchstens noch unter besonderer Geheimhaltung in Privathäusern statt. Die Taliban verkündeten eine Reihe von 30 Edikten, mit denen vor allem Frauen sämtlicher Rechte beraubt und allgemein jede den sogenannten Gotteskriegern missliebige Aktivität der Bevölkerung unter Strafe gestellt wurde. Edikt Nr. 19 verbot Talibankämpfern, bartlose Knaben mit nach Hause zu nehmen. Dass es dieses Edikts bedurfte, ist ein Hinweis darauf, dass unter den Taliban selbst das Phänomen Bacha bazi verbreitet war. Junge Talibankämpfer, die noch nie eine Freundschaft, Liebesbeziehung oder irgendein Verhältnis zu Frauen erlebt hatten und für die der Anblick einer unverschleierten fremden Frau als größte Sünde erschien, missbrauchten ohne Skrupel Knaben. Zugleich waren Taliban in ihrem fundamentalistisch-religiösen Eifer über homosexuelle Männer und über Frauen, denen eine voreheliche Beziehung angelastet wurde, moralisch entrüstet und veranstalteten für diese öffentliche Hinrichtungen. Das Edikt Nr. 19 dürfte auf die Kämpfer frustrierend gewirkt und sie zusammen mit einer Paradiesvorstellung, die nach dem Tod sinnliche Vergnügungen in Fülle verspricht, zu noch rücksichtsloseren Kämpfern gemacht haben, die den eigenen Tod nicht scheuen.
Sogleich nach dem Ende der Taliban-Herrschaft tauchten wieder öffentlich Männer in Begleitung von Bachas auf. Mohammed Nasem Zafar, Professor der medizinischen Fakultät an der Universität von Kandahar, schätzte 2002, dass die Hälfte aller männlichen Einwohner seiner Stadt im Lauf ihres Lebens mindestens einmal Sex mit erwachsenen Männern oder mit Jungen hatten. Unter den Taliban seien es höchstens 10 % gewesen. Ein 2002 befragter Mullah schätzte diese Zahl auf 20 bis 50 %. Eine quantifizierende wissenschaftliche Untersuchung speziell zu den Bachas liegt nicht vor.
Eine 2007 veröffentlichte Studie unter afghanischen Drogenabhängigen, die sich Rauschmittel spritzen, beziffert unter der Rubrik risikoreiches Verhalten 76,2 % der Informanten, die häufig bezahlten Sex mit Prostituierten, und 28,3 %, die Sex mit Männern oder Jungen haben. Von 464 Drogenabhängigen in Kabul gaben 27 % häufigen Sex mit Männern oder Jungen an, in den Städten Herat, Masar-e Scharif und Dschalalabad waren dies bei 623 Informanten 23,2 %. Die Studie der ORA (Orphans and Refugees Agency) erwähnt als Treffpunkte, an denen in Kabul bezahlter Sex mit Knaben stattfindet, Kinos, ein Gebiet mit Billighotels für LKW-Fahrer und nahegelegenen Busstationen und den zentralen Distrikt 1, in dem viele Musiker und Tanzknaben leben (traditionell im Distrikt Charabat), von denen sich einige prostituieren. ORA erwähnt, dass 57 Fälle von Päderastie im Jahr 2002 in Afghanistan offiziell registriert wurden.
Die Behauptungen vieler Männer, die Beziehung zu ihrem Bacha sei nicht ausbeuterisch, sondern beruhe auf einer gegenseitigen Zuneigung, halten einer Überprüfung nicht stand. Sie widersprechen, so die Einschätzung von Shivananda Khan, der traditionell als Machtausübung verstandenen sexuellen Aktivität von Männern, während den meist aus armen Verhältnissen stammenden Jungen wenig Entscheidungsraum bleibt. Manche Bachas äußern die Angst, entdeckt zu werden, beklagen fehlendes Privatleben und fehlende Akzeptanz von außerhalb ihrer Gruppe. Einige Jungen erklären, mit ihrer Rolle zufrieden zu sein und gern als Tänzer in Frauenkleidern aufzutreten. Jungen und Männer, die sich als feminisiert empfinden, sich entsprechend kleiden, aber keiner Geschlechtsumwandlung unterziehen möchten, nennen sich in Kabul mehrheitlich ezak, in Masar-e Scharif meist khwaharak. Diesen Bezeichnungen entsprechen zenana in Pakistan und kohti in Indien.
Auf den Märkten gibt es DVDs von privaten Bacha-bazi-Abenden zu kaufen. Angeblich als Personal für Polizei und Armee wurden nach der Jahrtausendwende Jungen eingestellt, um – wie von westlichen Staaten gefordert – die Zahl der Sicherheitskräfte zu erhöhen. Tatsächlich sollten die Minderjährigen in den staatlichen Einrichtungen als Bachas dienen. Im Gebiet um Kundus und Mazār-i Scharif, das im Rahmen der ISAF bis Ende 2014 von deutschen Soldaten kontrolliert wurde, wurden Bacha-bazi-Abende mit hunderten Männern veranstaltet, von denen jeder wusste. Solche Partys dauerten bis 2 Uhr nachts. Anschließend kam es nach einem Zeitungsbericht zu sexuellen Handlungen an den Jungen.
Die Afghanen schätzen singende Knaben, die – falls sie eine außergewöhnlich gute Stimme haben – bei Popmusikkonzerten große Hallen füllen. Es gibt erfolgreiche Kinderstars wie Mirwais Najrabi (* 1992), der zu einem der berühmtesten afghanischen Sänger wurde. Als 13-Jähriger verlangte sein Agent für einen Auftritt bei einer privaten Hochzeit bis zu 1000 US-Dollar. Mirwais erfüllt das Klischee des luxuriös eingekleideten und mit Gold behängten bartlosen Jungen, der im Dienst eines reichen Armeechefs steht, in einem teuren PKW herumgefahren wird und den die angestellten Männer des Chefs mit Ehrerbietung ansprechen.

## Sonstiges
Im Roman Drachenläufer, im gleichnamigen Film und in der dazugehörenden Graphic Novel kommt ein Taliban-Funktionär namens Assef vor, der den jungen Suhrab als Bacha bazi missbraucht. Der 2016 erschienene Kurzfilm Der Klang der Glöckchen von Chabname Zariab stellt einen Bacha in den Mittelpunkt der Handlung.